# Kisszalók
Kisszalók (szlovákul: Malý Slavkov, németül: Klein-Schlagendorf) község Szlovákiában, az Eperjesi kerületben, a Késmárki járásban.

## Fekvése
Késmárktól 3 km-re nyugatra, a Szalóki-patak partján, a Poprád mellett fekszik.

## Története
A falu a 13. században keletkezett, 1251-ben „Zaloh” néven említik először. 1347-ben „Zlauckfolua”, 1361-ben „Villa Sancti Michaelis”, 1431-ben „Kyszalok”, 1449-ben „Slawkndorff” néven szerepel a korabeli forrásokban. Neve a magyar Szalók személynévből származik. Késmárk városának birtoka volt. 1531-ben határában volt a Késmárk és Lőcse város polgárai között lezajlott ütközet. 1787-ben 38 házában 316 lakos élt.
A 18. század végén Vályi András így ír róla: „Kis Szalók, Nagy Szalók. Ez Mezőváros, amaz pedig falu Szepes Várm. Kis Szalóknak földes Ura Kézsmárk Városa, fekszik hozzá nem meszsze, és filiája, lakosai katolikusok, és evangelikusok; Nagy Szalóknak pedig földes Ura Gr. Csáky Uraság, ez fekszik Felkához 1/4 mértföldnyire. Az előtt bányái is valának; savanyú vize elég tsípős, és jó ízű; határbéli földgyeik középszerűek, legelőjik, réttyeik hasznosak, fájok elég van.”
1828-ban 59 háza volt 434 lakossal. Lakói főként mezőgazdaságból éltek, később a környék üzemeiben dolgoztak.
Fényes Elek 1851-ben kiadott geográfiai szótárában így ír a faluról: „Kis-Szalók, (Klein Schlagendorf), tót falu, Szepes vmegyében. Késmárkhoz 1/2 órányira, 410 kath. lak. F. u. Késmárk városa.”
A trianoni diktátumig Szepes vármegye Késmárki járásához tartozott.

## Népessége
| Év:            | 1994. | 2004. | 2014.    | 2024.    |
| -------------- | ----- | ----- | -------- | -------- |
| Emberek száma: | 0     | 840   | 991      | 1269     |
| Eltérés:       |       | –     | +17,97 % | +28,05 % |

| Év:            | 2023. | 2024.   |
| -------------- | ----- | ------- |
| Emberek száma: | 1246  | 1269    |
| Eltérés:       |       | +1,84 % |

1910-ben 454, túlnyomórészt szlovák lakosa volt.
2001-ben 774 lakosából 603 szlovák és 168 cigány volt.
2011-ben 949 lakosából 663 szlovák és 246 cigány.

## Neves személyek
- Itt élt Kolár Péter (1947-2017) kultúraszervező, a kassai Thália Színház igazgatója, a Csemadok elnöke, főtitkára.

## Nevezetességei
- A falu feletti dombon áll az 1531-es Késmárkkal vívott csatában elesett 49 lőcsei polgár emlékműve.